# Lyrsjöborre
Lyrsjöborre (Brissopsis lyrifera) är en sjöborreart som först beskrevs av Forbes 1841.  Lyrsjöborre ingår i släktet Brissopsis och familjen lyrsjöborrar. Arten är reproducerande i Sverige. Inga underarter finns listade i Catalogue of Life.